# Manneserien
Manne, eller Boken om Manne, är en bokserie av Erik Asklund utgiven 1949-1957.
Det är en självbiografisk utvecklingsroman om Söderpojken Manne Alms liv från pojkåren till de sena tonåren som utspelar sig i Stockholm. Serien består av berättelsesamlingarna Manne (1949) och Röd Skjorta (1951), kortromanen Mormon boy (1951) samt romanerna Yngling i spegel (1955) och Kvarteret Venus (1957).

## Samlingsutgåvor
1956 utgavs de tre första böckerna i en något omarbetad version under samlingstiteln Manne. 1959 utkom samlingsvolymen Boken om Manne som består av Manne, Röd skjorta, Mormon boy och Yngling i spegel.